# Sebastián Aguilera de Heredia
Sebastián Aguilera de Heredia (Saragossa, 15 d'agost de 1561 – 16 de desembre de 1627) fou un organista i compositor espanyol.
Sebastián va néixer en el barri saragossà de San Pablo. Els seus pares foren Sebastián Aguilera (sabater de professió) i Magdalena Díaz de Heredia. És probable que en la joventut conegués en Melchor Robledo, que donava classes de música en la Capella de San Martín, a La Seu d'Urgell.
Comença llur carrera el 1585 com a organista de la catedral d'Osca, on recolzaria la construcció del nou orgue. Va romandre en la plaça fins al 29 de setembre de 1603, després del qual, ja com a sacerdot, tornà a Saragossa com a organista de la Seu. Més tard es restaurà l'orgue sota llur direcció.
Del seu talent com a organista ens parla un acord capitular de La Seu datada el 22 de juny de 1605, en el qual se’l dispensa de residir en el cor durant les hores canòniques, atenent que era persona eminent en el ministeri d'organistes. També se li atorga un salari per a un substitut i se’l dispensa de les misses que tenia de dir per ració. Tot això ens fa pensar que només compareixia per la Seu en les gran solemnitats, ignorant-se els detalls de llurs absències. El cert és que Aguilera no instal·là llur residència definitiva a Saragossa fins al 1610, en que comprà llurs cases en el carrer dels Ardiaques, on moriria anys després.
El desembre de 1620 nomenà Jusepe Ximénez, deixeble seu, com organista substitut; Ximénez es convertiria en el seu successor en el lloc en morir Aguilera. A treves d'aquest deixeble seu, l'art organista del nostre músic es projectaria en la Seu fins a les darreries del segle xvii, sent hereus directes de la tradició, en les dues generacions següents, organistes de tant de rang com Andrés de Sola, i el seu genial deixeble Sebastián Durón.
Aquest músics componen el moll de l'os de l'escola d'orgue de La Seu de Saragossa en el segle del qual en fou fundador Aguilera.
El 1618 es publicà a Saragossa llur cèlebre llibre de Magnificat a quatre, cinc, sis i vuit veus, sota el títol de Canticum Beatissimae Virginis Deiparae Mariae, obra que, tant per la seva depuradisima qualitat contrapuntística com per contenir la novetat d'uns jocs del Magnificat a dos cors, propi per les festes solemnes, assolí gran difusió i vigència històrica, en moltes catedrals espanyoles, fins als nostres dies.
És curiós ressaltar que el mateix Aguilera, segons declara en el pròleg, s'ocupà personalment de dissenyar i fondre en bronze els tipus musicals perquè aquesta impressió pogués realitzar-se a Saragossa sota llur directrius personals.
Segons opina Pedro Calahorra, el floriment simultani de dos mestres saragossans tan eminents com Sebastián Aguilera i Pedro Ruimonte en l'últim terç del segle xvi, només pot explicar-se per la presència a Saragossa, durant molts anys d'aprenentatge d'ambdós, d'un dels més insignes polifonistes espanyols d'aquella centúria: Melchor Robledo. Aguilera bé que pogué ser deixeble de Robledo, i també, pel que respecta al seu ofici de tocador de campanes de tecla, de l'organista Juan Oriz, nadiu de Daroca i llur antecessor en La Seu saragossana.
Llur obra organista que fins avui ens ha arribat es redueix a divuit grans peces (Pange lingua, Salves i nombrosos títols de les més diferents factures). Aguilera representa, sens cap mena de dubte, el pensament organista espanyol vigent entre 1580 i 1600. llurs obres són producte intel·lectual anterior en quinze o vint anys a la producció musical d'un Correa d'Arauxo, i la seva importància rau no sols en la perfecció i bellesa d'aquestes, sinó també en la seva mateixa vigència en el repertori organista hispà durant més de cent anys ininterromputs, sent així que les innovacions d'estil introduïdes per Aguilera amb llur obres constituïren de fet el model a seguir pels grans organistes espanyols del segle xvii. Així la producció d'Aguilera pot considerar-se com el llegat organistic més important de l'Espanya immediatament posterior a Antonio de Cabezón.
L'0bra d'Aguilera es troba repartida pels arxius de Barcelona, la Biblioteca Nacional d'Espanya, Jaca, el Monestir de El Escorial, Porto i València.

## Obra
Música vocal: 
- Canticum Baetissimae Virginis Deiparae Mariae.
- Octo modis seu tonis compositum, quaternis vocibus, quinis, senis et octonis concinendum (Zaragoza, Tip. Pedro Cabarte, 1618).

Orgue (Totes les obres transcrites per L. Siemens Hernández: Sebastián Aguilera de Heredia (1561 - 1627). Obres per a orgue, Madrid, Alpuerto, 1978): 
- Pange lingua a 3 sobre baix per Cesolfaut
- Pange lingua a 3 sobre tiple
- Salve de Lleno de 1er to
- Salve de 1er to per Delasolre
- Primera obra del 1er to
- Segona obra del 1er to
- Primer registre baix de 1er to
- Segon registre baix de 1er to
- Tercer registre baix del 1er to
- Primer tiento de falses del 4t to
- Segon tiento de falses del 4t to
- Tiento gran del 4t to
- Falses del 6è to
- Tiento del 8è to per Delasolre
- Obra de 8è to per Gesolreut
- Obra de 8è to alt: Ensalada
- Dos baixos de 8è to
- Discurs sobre els saeculorum